# Supercopa d'Espanya de rugbi masculina
La Supercopa d'Espanya de Rugbi és una competició esportiva de clubs espanyols de rugbi a XV, creada la temporada 2003/04 i organitzada la Federació Espanyola de Rugbi. Hi participen el campió de la Lliga i el de la Copa del Rei de la temporada anterior que disputen un partit final en camp neutral. En el cas que un mateix equip guanyi ambdues competicions, hi competeix el subcampió de la Copa del Rei. L'any 1983 es disputà una primera edició de la Supercopa però que no tingué continuïtat.
Els dominadors històrics de la competició són els equips castellanolleonesos, destacant el Valladolid Rugby Asociación Club amb vuits títols (2011, 2013-18, 2020) i el Club de Rugby El Salvador amb sis (2004-08, 2019). Els únics equips dels Països Catalans que han guanyat són el Club de Rugby La Vila (2012) i la Unió Esportiva Santboiana (2023).

## Historial
| En negreta = Equip guanyador (1) = Nombre de títols |

| Edició                                                     | Temp.   | Data       | Campió                          | Resultat      | Subcampió                | Seu                                | refs.  |
| ---------------------------------------------------------- | ------- | ---------- | ------------------------------- | ------------- | ------------------------ | ---------------------------------- | ------ |
| [ Nota 1 ]                                                 | 1983    | 02-06-1983 | FC Barcelona                    | 9–6           | València RC              | Camp d'Orcasitas, Madrid           | [ 1 ]  |
| Supercopa d'Espanya de rugbi                               |         |            |                                 |               |                          |                                    |        |
| I                                                          | 2003-04 |            | Cetransa El Salvador (1)        | 23–19         | CR Complutense           |                                    |        |
| II                                                         | 2004-05 |            | Cetransa El Salvador (2)        | 36–13         | Bera Bera RT             |                                    |        |
| III                                                        | 2005-06 | N/D        | Cetransa El Salvador (3)        | 56-10 / 30-15 | UE Santboiana            | Final a doble partit               |        |
| IV                                                         | 2006-07 | N/D        | Cetransa El Salvador (4)        | 36-5 / 20-35  | UE Santboiana            | Final a doble partit               |        |
| V                                                          | 2007-08 | N/D        | Cetransa El Salvador (5)        | 13-23 / 35-19 | UE Santboiana            | Final a doble partit               |        |
| VI                                                         | 2008-09 | N/D        | CRC Madrid (1)                  | 22-15 / 14-20 | Cetransa El Salvador     | Final a doble partit               |        |
| VII                                                        | 2009-10 | N/D        | CRC Madrid (2)                  | 20-15 / 23-24 | Cajasol Ciencias         | Final a doble partit               |        |
| VIII                                                       | 2010-11 | 29-08-2010 | VRAC Quesos Entrepinares (1)    | 13–8          | Cetransa El Salvador     | Estadi Pepe Rojo, Valladolid       | [ 2 ]  |
| IX                                                         | 2011-12 | 12-10-2011 | CR La Vila (1)                  | 24–10         | Cetransa El Salvador     | Estadi Central UCM, Madrid         | [ 3 ]  |
| X                                                          | 2012-13 | 09-09-2012 | VRAC Quesos Entrepinares (2)    | 26–13         | AMPO Ordizia RE          | Estadi La Balastera, Palència      | [ 4 ]  |
| XI                                                         | 2013-14 | 08-09-2013 | VRAC Quesos Entrepinares (3)    | 14–3          | AMPO Ordizia RE          | Estadi Municipal Altamira, Ordizia | [ 5 ]  |
| XII                                                        | 2014-15 | 12-10-2014 | VRAC Quesos Entrepinares (4)    | 18–16         | Bathco Independiente RC  | Estadi Pepe Rojo, Valladolid       |        |
| XIII                                                       | 2015-16 | 10-10-2015 | VRAC Quesos Entrepinares (5)    | 24–21         | CR Complutense Cisneros  | Estadi Central UCM, Madrid         |        |
| XIV                                                        | 2016-17 | 09-10-2016 | VRAC Quesos Entrepinares (6)    | 17–14         | SilverStorm El Salvador  | Estadi Pepe Rojo, Valladolid       |        |
| XV                                                         | 2017-18 | 15-10-2017 | VRAC Quesos Entrepinares (7)    | 46–23         | UE Santboiana            | Estadi Pepe Rojo, Valladolid       |        |
| XVI                                                        | 2018-19 | 14-10-2018 | SilverStorm El Salvador (6)     | 24–22         | VRAC Quesos Entrepinares | Estadi Pepe Rojo, Valladolid       |        |
| XVII                                                       | 2019-20 | 08-09-2019 | VRAC Quesos Entrepinares (8)    | 33–18         | Lexus Alcobendas         | Estadi Pepe Rojo, Valladolid       | [ 6 ]  |
| Edició cancel·lada pel risc públic de contagi del COVID-19 |         |            |                                 |               |                          |                                    |        |
| XVIII                                                      | 2021-22 | 21-11-2021 | Lexus Alcobendas (1)            | 18–13         | VRAC Quesos Entrepinares | Estadi Pepe Rojo, Valladolid       | [ 7 ]  |
| XIX                                                        | 2022-23 | 19-03-2023 | UE Santboiana (1)               | 26–21         | SilverStorm El Salvador  | Estadi Pepe Rojo, Valladolid       | [ 8 ]  |
| XX                                                         | 2023-24 | 24-09-2023 | Recoletas Burgos Caja Rural (1) | 30–27         | VRAC Quesos Entrepinares | Estadi Pepe Rojo, Valladolid       | [ 9 ]  |
| XXI                                                        | 2024-25 | 29-09-2024 | Recoletas Burgos Caja Rural (1) | 38-28         | VRAC Quesos Entrepinares | Estadi Nueva Balastera, Palencia   | [ 10 ] |

1. ↑  La temporada 1982-83 es disputà una competició denominada Supercopa, precursora de l'actual i organitzada per la Federació Espanyola de Rugby. Tanmateix l'oficialitat és discutida.

## Palmarès
| Equip                            | Campió | Subcampió | Finals | Anys campió                                                            | Anys subcampió                              |
| -------------------------------- | ------ | --------- | ------ | ---------------------------------------------------------------------- | ------------------------------------------- |
| Valladolid Rugby Asociación Club | 8      | 4         | 11     | 2010-11, 2012-13, 2013-14, 2014-15, 2015-16, 2016-17, 2017-18, 2019-20 | 2018-19, 2021-22, 2023-24, 2024-25          |
| Club de Rugby El Salvador        | 6      | 5         | 11     | 2003-04, 2004-05, 2005-06, 2006-07, 2007-08, 2018-19                   | 2008-09, 2010-11, 2011-12, 2016-17, 2022-23 |
| CRC Pozuelo                      | 2      | 1         | 3      | 2008-09, 2009-10                                                       | 2003-04                                     |
| Aparejadores Rugby Burgos        | 2      | 0         | 1      | 2023-24, 2024-25                                                       | —                                           |
| Unió Esportiva Santboiana        | 1      | 4         | 5      | 2022-23                                                                | 2005-06, 2006-07, 2007-08, 2017-18          |
| Club Alcobendas Rugby            | 1      | 1         | 2      | 2021-22                                                                | 2019-20                                     |
| Club de Rugby La Vila            | 1      | 0         | 1      | 2011-12                                                                | —                                           |
| Ordizia Rugby Elkartea           | 0      | 2         | 2      | —                                                                      | 2012-13, 2013-14                            |
| Bera Bera RT                     | 0      | 1         | 1      | —                                                                      | 2004-05                                     |
| Club de Rugby Ciencias           | 0      | 1         | 1      | —                                                                      | 2009-10                                     |
| Independiente Rugby Club         | 0      | 1         | 1      | —                                                                      | 2014-15                                     |
| Club de Rugby Cisneros           | 0      | 1         | 1      | —                                                                      | 2015-16                                     |